# Édouard
Édouard oder Edouard ist ein männlicher Vorname.

## Herkunft und Bedeutung
Der Name ist französischen Ursprungs. Im deutschen Sprachraum ist die Form Eduard verbreitet.

## Namensträger

### Vorname
- Édouard André
- Édouard François André
- Édouard d’Anglemont
- Édouard Balladur
- Édouard Baptiste
- Édouard I. de Beaujeu
- Édouard van Beneden
- Édouard Bénédictus
- Édouard Biot
- Edouard Bizimana
- Édouard Boubat
- Édouard Branly
- Édouard Brisson
- Édouard Brissaud
- Édouard Candeveau
- Édouard-Adolphe Cantel
- Édouard Caspari
- Édouard Chavannes
- Édouard Cissé
- Édouard Colonne
- Édouard Cortès
- Édouard Daladier
- Édouard Joseph Dantan
- Édouard Jean Etienne Deligny
- Édouard Gaston Deville
- Édouard Dhorme
- Édouard Drumont
- Édouard Dubuc (1872–1945), französischer Antisemit
- Édouard Dubufe
- Édouard Dujardin
- Édouard Louis Joseph Empain
- Édouard Flament
- Édouard Froment (1884–1973), französischer Politiker und Widerstandskämpfer
- Édouard Lacretelle Nicolas Fouquet, siehe: Nicolas Fouquet
- Édouard Goursat
- Édouard Grenier
- Édouard Herriot
- Édouard Hesling
- Édouard Hospitalier
- Édouard Karali, eigentlicher Name von Édika
- Édouard Karemera
- Édouard René Lefebvre de Laboulaye
- Édouard Lalo
- Édouard Armand Lartet
- Édouard Drouyn de Lhuys
- Édouard Lockroy
- Édouard Lucas
- Édouard Manet
- Édouard Alfred Martel
- Édouard Mendy
- Édouard Michelin (Industrieller, 1859) (1859–1940), französischer Erfinder und Industrieller
- Édouard Michelin (Industrieller, 1963) (1963–2006), französischer Manager und Industrieller
- Édouard Mignan
- Édouard Jean-Baptiste Milhaud
- Édouard Millaud (1834–1912), französischer Politiker
- Édouard Molinaro
- Édouard Adolphe Mortier
- Édouard Moullé
- Édouard Nanny
- Edouard Naville
- Édouard Paape, eigentlicher Name von Eddy Paape
- Édouard Pignon
- Édouard Pingret
- Edouard Probst
- Édouard Risler
- Édouard Albert Roche
- Édouard Rod
- Edouard Sandoz
- Édouard Schuré
- Édouard Séguin
- Édouard Spach
- Édouard Jean-Marie Stephan
- Édouard Stern
- Edouard Taylor
- Édouard Therriault
- Édouard Thilges
- Édouard Louis Trouessart
- Édouard Vaillant
- Édouard de Verneuil
- Édouard Vuillard
- Édouard Wawrzyniak

### Zwischenname
- Pierre Gabriel Édouard Bonvalot, siehe Gabriel Bonvalot
- Félix Édouard Justin Émile Borel, siehe: Émile Borel
- Jean-Baptiste Édouard Bornet
- Louis Édouard Bureau
- Charles Marie Édouard Chassaignac
- François Édouard Joachim Coppée, siehe: François Coppée
- Pierre Jean Édouard Desor
- Charles Édouard Dutoit, siehe: Charles Dutoit
- Charles Édouard Guillaume
- Jacques François Édouard Hervieux
- Paul Édouard Passy, voller Name von Paul Passy
- Louis René Édouard de Rohan-Guéméné
- Georges Albert Édouard Brutus Gilles de la Tourette, siehe: Georges Gilles de la Tourette

### Doppelname
- Auguste-Édouard Mariette, siehe: Auguste Ferdinand François Mariette
- Charles-Édouard Brown-Séquard
- François-Édouard Picot
- Jean-Édouard Adam
- Jacques-Édouard Alexis
- Léon-Édouard Koella-Leenhoff, siehe: Léon Leenhoff
- Pierre-Édouard Lémontey
- Marc-Édouard Vlasic

### Familienname
- Odile Edouard (* 1966), französische Violinistin
- Odsonne Édouard (* 1998), französischer Fußballspieler
- Prabhu Edouard (* 1969), indo-französischer Tablaspieler
- Romain Édouard (* 1990), französischer Schachmeister